# Aglomerado do Pato Selvagem
O Aglomerado do Pato Selvagem (Messier 11, NGC 6705) é um aglomerado aberto de estrelas na constelação de Escudo. Foi descoberto pelo astrônomo alemão Gottfried Kirch em 1681, e o francês Charles Messier incluiu o objeto em seu catálogo em 1764.
É um dos mais ricos e compactos aglomerados abertos conhecidos, contendo cerca de 2 900 estrelas. Sua idade é estimada em cerca de 220 milhões de anos e seu nome deriva-se de suas estrelas mais brilhantes, que formam um triângulo que podem representar um bando de patos em formação de voo. Tem magnitude aparente 6,3, sendo visível a olho nu apenas sob excelentes condições de observação. Suas estrelas mais brilhantes podem ser observadas em binóculos ou pequenos telescópios. Situa-se a 6 200 anos-luz em relação à Terra

## Descoberta e visualização
O aglomerado aberto foi descoberto pelo astrônomo alemão Gottfried Kirch, no observatório de Berlim em 1681. Suas estrelas mais brilhantes foram resolvidas por William Derham em 1733. Foi listado por Charles Messier como a décima primeira entrada de seu catálogo em 30 de maio de 1764.

## Características

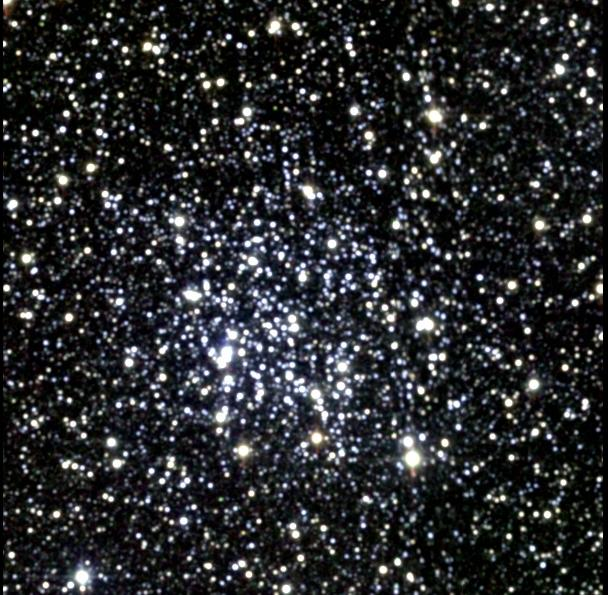
Aglomerado do Pato Selvagem, projeto 2MASS

É um dos mais ricos e compactos aglomerados abertos da Via-Láctea. Segundo Robert Burnham, Jr., M11 contém cerca de 2 900 estrelas, sendo que cerca de 500 delas têm  magnitude aparente inferior (mais brilhante) que 14. Pertence à classe II,2,r ou à classe I,2,r, segundo a classificação de aglomerados abertos de Robert Julius Trumpler, onde a classe I refere-se aos aglomerados mais densos e a classe IV aos menos densos; a classe 1 aos aglomerados com pouca diferença de brilho entre seus componentes e a classe 3 aos que tem grande diferença de brilho; e a classe p aos aglomerados pobres em estrelas, m para aglomerados com a quantidade de estrelas dentro da média e r para os ricos em estrelas.
Seu diâmetro aparente, segundo Edward Barnard, é de 35 minutos de arco, ligeiramente maior do que o diâmetro aparente da Lua (30 minutos). Entretanto, o Sky Catalogue 2000.0 informa um diâmetro aparente de apenas 14 minutos. Situa-se a cerca de 6 000 anos-luz em relação à Terra e se afasta radialmente a uma velocidade de 22 km/s.
Tem cerca de 220 milhões de anos de idade, embora Burnham tenha estimado em 500 milhões de anos devido à presença de supergigantes amarelas e vermelhas de magnitude absoluta -1,0, e Georges Meynet estimou em 250 milhões de anos. A maior parte de suas estrelas pertecem à classe espectral B8, segundo o Sky Atlas 2000.

## Galeria

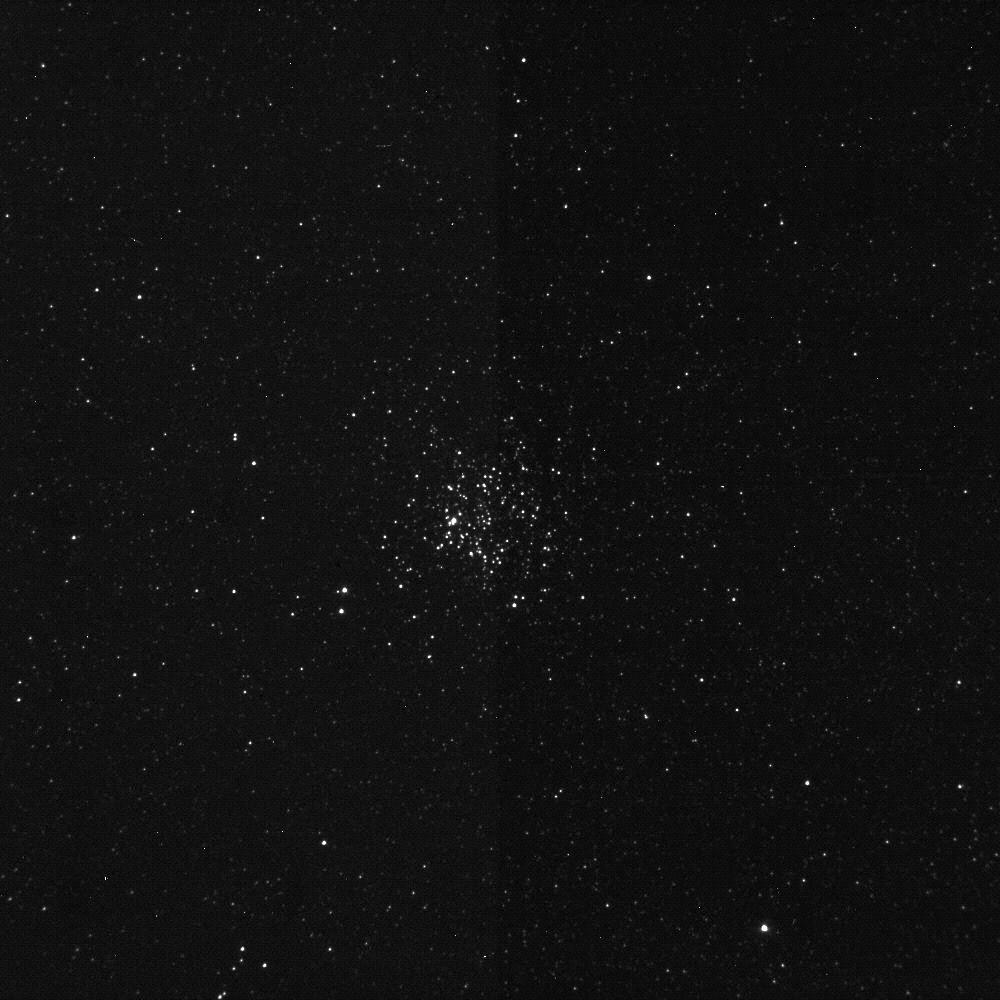
Messier 11, sonda Deep Impact
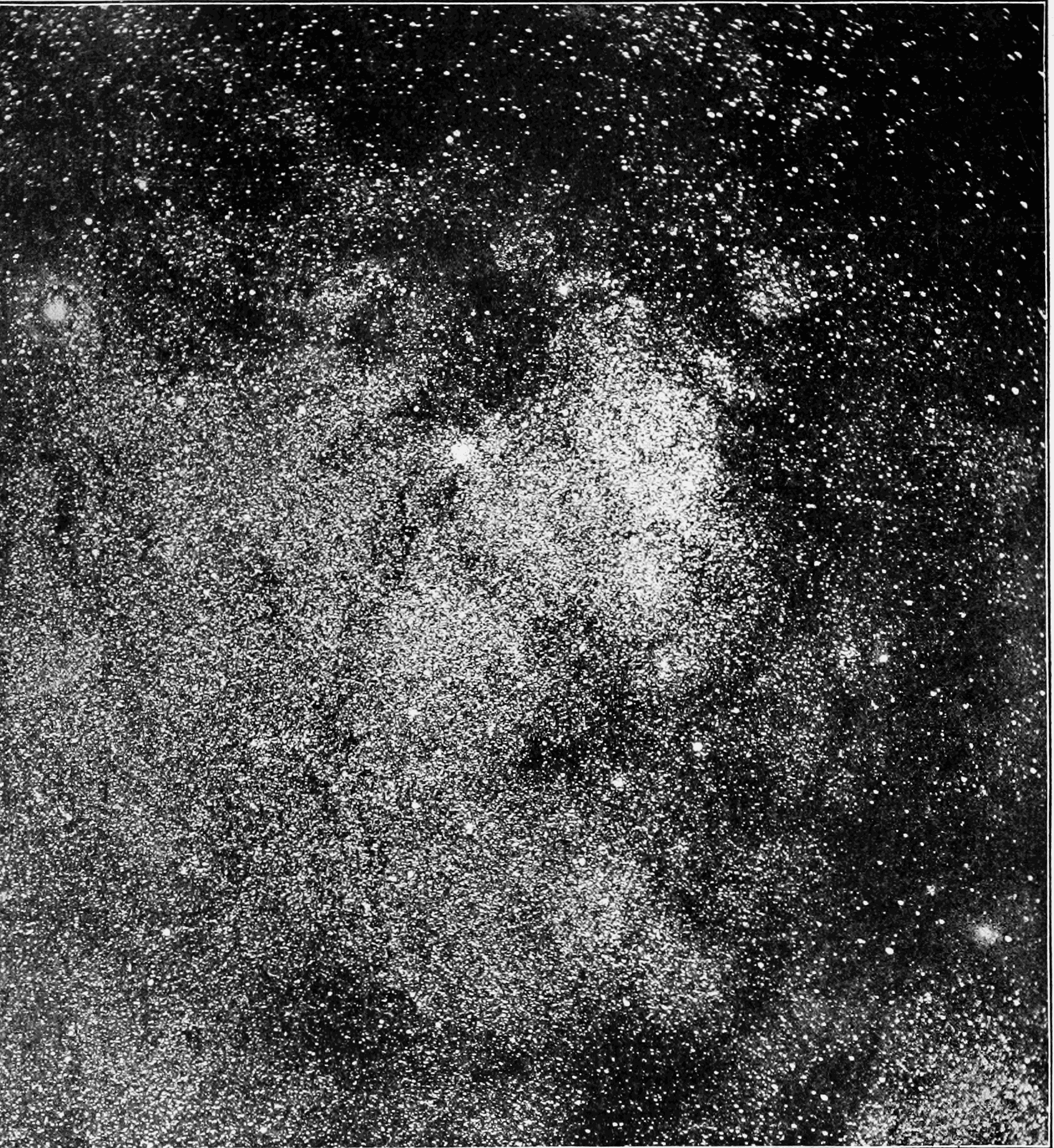
Aglomerado do Pato Selvagem e partes da Via Láctea, 1901
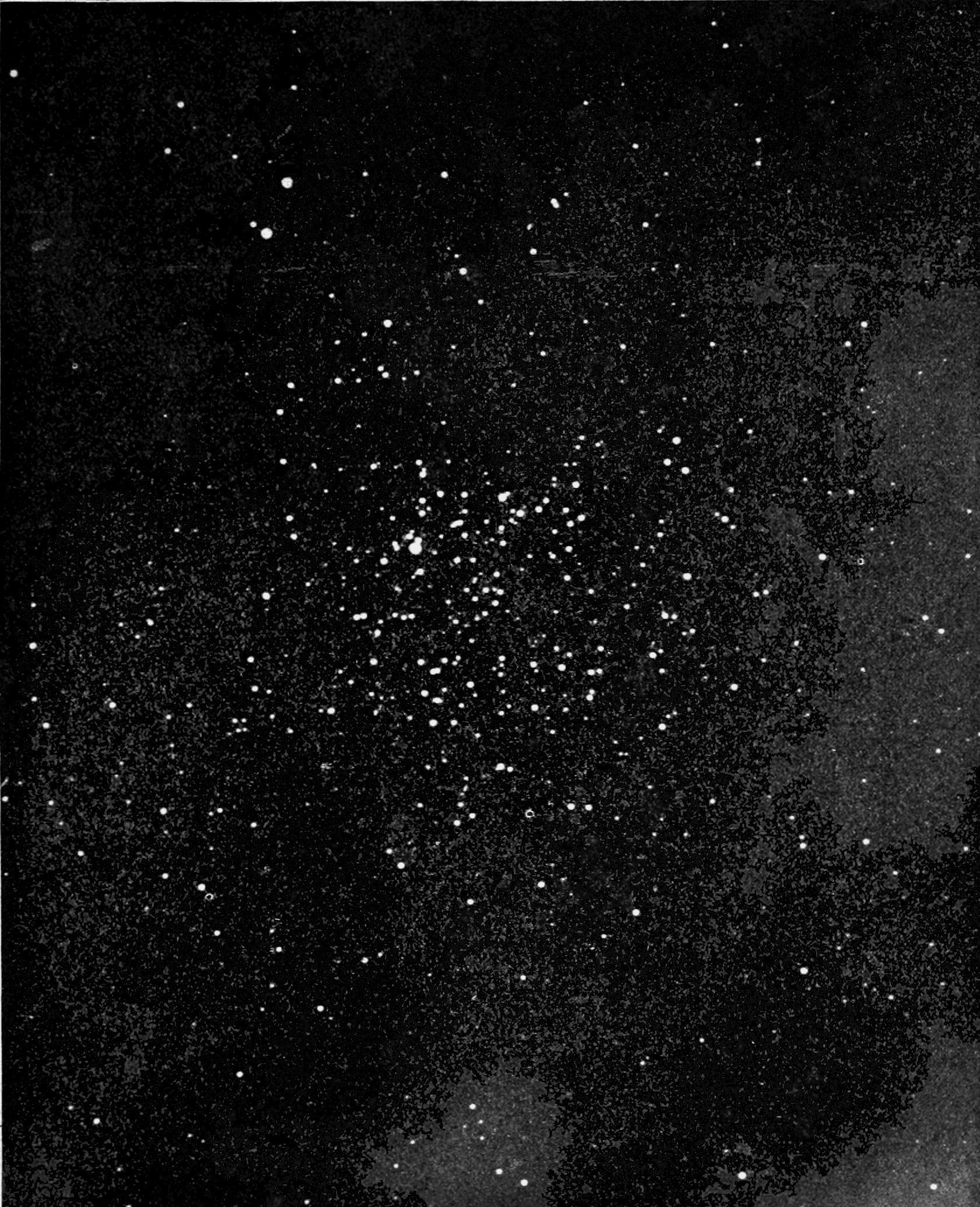
Messier 11, 1901